# Kritische Schriften in Einzelausgaben
Bei den Kritischen Schriften in Einzelausgaben handelt es sich um eine Edition der literatur-, kunst-, musikkritischen Schriften und der Reisebücher Hermann Bahrs (1863–1934), die zwischen 2004 und 2013 in 23 Bänden ediert wurden.
Die bislang größte Werkausgabe Hermann Bahrs umfasst beinahe alle seine Sammelbände mit Aufsätzen. Bei den nicht edierten Werken handelt es sich um solche der Kriegspropaganda sowie den gemeinsam mit Anna Mildenburg verfassten Band Bayreuth (1912). Ebenfalls nicht Teil der Edition sind die Tagebücher, die Bahrs gleichnamige Kolumne in Buchausgaben versammelten.
Es handelt sich um eine Leseausgabe, die auch Standards der wissenschaftlichen Zitierfähigkeit genügt. Neben der buchstabengetreuen Wiedergabe des Originaltextes führen die Bände die Seitennummerierung der Erstausgabe, ein Druckfehlerverzeichnis, Übersetzungen der fremdsprachigen Zitate und ein Personenregister. Ein Stellenkommentar fehlt, ein im Aufbau befindliches Verzeichnis der Erstdrucke findet sich auf der Projektseite.

## Herausgeber und Projekt
2004 begann Claus Pias mit der Herausgabe der 'Kritischen Schriften in Einzelausgaben' von Hermann Bahr, die beim Verlag VDG Weimar gedruckt werden. Alle bisher erschienenen Bände liegen hier sowohl in Buchform als auch im Portable Document Format (PDF) vor. Nachdem Claus Pias die ersten sieben Bände selbst edierte, wurde die weitere Edition 2009 Teil des von ihm geleiteten FWF-Projekts „Hermann Bahr – Österreichischer Kritiker europäischer Avantgarden“ an der Universität Wien (2009–2012). Seither hat Claus Pias die Gesamtübersicht, während die einzelnen Bände von Gottfried Schnödl betreut werden. Mit der Übersiedlung von Claus Pias an die Leuphana Universität Lüneburg wird das Projekt als Kooperation zwischen den Universitäten Wien und Lüneburg geführt. Seit Mai 2011 lassen sich die erschienenen Bände kostenlos auf der Projektseite als PDF laden.

## Einzelausgaben
1. Hermann Bahr: Zur Kritik der Moderne. Hrsg.: Claus Pias. VDG, Weimar 2004, ISBN 3-89739-435-9 (300 S.).
2. Hermann Bahr: Zur Kritik der Moderne. Hrsg.: Claus Pias, Gottfried Schnödl. 2., durchgesehene und ergänzte Ausgabe Auflage. VDG, Weimar 2013.
3. Hermann Bahr: Die Überwindung des Naturalismus. Hrsg.: Claus Pias. VDG, Weimar 2004, ISBN 3-89739-436-7 (280 S.).
4. Hermann Bahr: Die Überwindung des Naturalismus. Hrsg.: Claus Pias, Gottfried Schnödl. 2., durchgesehene und ergänzte Ausgabe Auflage. VDG, Weimar 2013.
5. Hermann Bahr: Der Antisemitismus. Ein internationales Interview. Hrsg.: Claus Pias. VDG, Weimar 2004, ISBN 3-89739-507-X (154 S.).
6. Hermann Bahr: Der Antisemitismus. Ein internationales Interview. Hrsg.: Claus Pias, Gottfried Schnödl. 2., durchgesehene und ergänzte Ausgabe Auflage. VDG, Weimar 2013.
7. Hermann Bahr: Studien zur Kritik der Moderne. Hrsg.: Claus Pias. VDG, Weimar 2004, ISBN 3-89739-530-4 (300 S.).
8. Hermann Bahr: Studien zur Kritik der Moderne. Hrsg.: Claus Pias, Gottfried Schnödl. 2., durchgesehene und ergänzte Ausgabe Auflage. VDG, Weimar 2013.
9. Hermann Bahr: Renaissance. Hrsg.: Claus Pias. VDG, Weimar 2004, ISBN 3-89739-600-9 (196 S.).
10. Hermann Bahr: Renaissance. Hrsg.: Claus Pias, Gottfried Schnödl. 2., durchgesehene und ergänzte Ausgabe Auflage. VDG, Weimar 2013.
11. Hermann Bahr: Secession. Essays. Hrsg.: Claus Pias. VDG, Weimar 2004, ISBN 3-89739-579-7 (224 S.).
12. Hermann Bahr: Secession. Essays. Hrsg.: Claus Pias, Gottfried Schnödl. 2., durchgesehene und ergänzte Ausgabe Auflage. VDG, Weimar 2013.
13. Hermann Bahr: Bildung. Essays. Hrsg.: Gottfried Schnödl. VDG, Weimar 2010, ISBN 978-3-89739-614-2 (210 S.).
14. Hermann Bahr: Rede über Klimt – Gegen Klimt. Hrsg.: Claus Pias. VDG, Weimar 2004, ISBN 3-89739-615-7 (280 S.).
15. Hermann Bahr: Dialog vom Tragischen, Dialog vom Marsyas, Josef Kainz. Hrsg.: Gottfried Schnödl. VDG, Weimar 2010, ISBN 978-3-89739-616-6 (168 S.).
16. Hermann Bahr: Buch der Jugend. Hrsg.: Gottfried Schnödl. VDG, Weimar 2010, ISBN 978-3-89739-651-7 (172 S.).
17. Hermann Bahr: Austriaca. Essays. Hrsg.: Gottfried Schnödl. VDG, Weimar 2011, ISBN 978-3-89739-652-4 (141 S.).
18. Hermann Bahr: Essays. Hrsg.: Gottfried Schnödl. VDG, Weimar 2011, ISBN 978-3-89739-653-1 (231 S.).
19. Hermann Bahr: Inventur. Essays. Hrsg.: Gottfried Schnödl. VDG, Weimar 2011, ISBN 978-3-89739-654-8 (148 S.).
20. Hermann Bahr: Expressionismus. Hrsg.: Gottfried Schnödl. VDG, Weimar 2010, ISBN 978-3-89739-655-5.
21. Bilderbuch (in Vorbereitung)
22. Burgtheater, Schauspielkunst, Notizen zur neueren spanischen Literatur (in Vorbereitung)
23. Hermann Bahr: Summula. Hrsg.: Gottfried Schnödl. VDG, Weimar 2004, ISBN 3-89739-660-2 (217 S.).
24. Selbstbildnis (in Vorbereitung)
25. Hermann Bahr: Sendung des Künstlers. Hrsg.: Gottfried Schnödl. VDG, Weimar 2010, ISBN 978-3-89739-661-6.
26. Labyrinth der Gegenwart (in Vorbereitung)
27. Russische Reise (in Vorbereitung)
28. Wien (in Vorbereitung)
29. Dalmatinische Reise (in Vorbereitung)